# Lago Mahodand
El lago Mahodand, llamado «Lago de los peces» en el idioma local, es un cuerpo de agua en la sección superior del valle Ushu. El valle se encuentra en las estribaciones de la cordillera Hindú Kush al noroeste de Pakistán y forma parte de la cuenca hidrográfica del río Swat. Políticamente, el lago está ubicado en el distrito Swat de la provincia Jaiber Pajtunjuá entre 35 km y 40 km al norte del valle Kalam.
El lago se encuentra a una altitud aproximada de 2900 metros sobre el nivel del mar, tiene cerca de dos kilómetros de longitud sus aguas son de color azul y está rodeado de prados, bosques de pinos y montañas. Es alimentado por las aguas de los glaciares a través de múltiples corrientes y de nacientes en las montañas circundantes. El lago da origen al río Ushu, un río rápido que se une al río Utrot para dar origen al río Swat. En invierno se congela completamente y queda cubierto por gran cantidad de nieve, mientras que en verano su volumen se reduce debido a la reducción de las fuentes de agua y a la evaporación.
En verano las praderas circundantes se cubren de flores de los géneros geum, meconopsis, potentilla y gentiana, así como varias variedades del grupo de las hepaticofitas. Por su parte los bosques de pinos acogen una amplia variedad de aves silvestres. La fauna del lago incluye una población de truchas marrón y arcoíris introducidas por el ser humano.
La presencia de truchas en el lago lo han convertido en un destino popular para la pesca con anzuelo, que requiere una licencia de las autoridades locales, pero la sobreexplotación y el uso de métodos como la electrocucción, la pesca con dinamita y el uso de redes han provocado el deterioro gradual de la población.
El acceso al lago tradicionalmente requería el uso de vehículos de doble tracción, pero la construcción de un nuevo camino de acceso en 2012 lo ha convertido en un destino turístico popular durante el verano. Entre las actividades más frecuentes se encuentra el alquiler de caballos y de botes, la pesca y el senderismo.
El ejército y el gobierno organizan actividades en el lago como parte de un festival de verano en Kalam para atraer turistas y para restaurar la paz después de expulsar a los combatientes talibanes, sin embargo la falta de mantenimiento a la ruta de acceso y lo largo del trayecto dificultan el desarrollo turístico de la zona. 